# Clypeasteridae
Clypeasteridae é uma família de equinodermes da ordem Clypeasteroida que compreende cerca de 65 espécies.

## Taxonomia
- Género Clypeaster
- Género Codiopsis